# Rankovci
Rankovci este o localitate din comuna Tišina, Slovenia, cu o populație de 254 de locuitori.